# Die letzte Frau
Die letzte Frau (Originaltitel: L’ultima donna, in Frankreich La dernière femme) ist ein italienisch-französischer Film von Marco Ferreri aus dem Jahr 1975. Der Film des Skandalregisseurs (Das große Fressen) ist eine Fallstudie über das desolate Verhältnis zwischen den Geschlechtern. Der von Gérard Depardieu verkörperte Ingenieur Gérard ist der alleinerziehende Vater eines Sohnes. Als er die Erzieherin Valérie, gespielt von Ornella Muti, kennenlernt, übernimmt diese die Mutterrolle für seinen Sohn. Gérard fühlt sich zunehmend ausgegrenzt und auf seine Sexualität reduziert. Er entschließt sich zur Selbstkastration.
Recht offen wird in diesem Film mit Nacktheit umgegangen; Depardieu agiert über zwei Drittel der Handlung unbekleidet, in einigen Szenen sogar mit erigiertem Penis.

## Handlung
Der Ingenieur Gérard, der in einer Fabrik in Créteil am Stadtrand von Paris tätig ist, ist seinem noch nicht einmal einjährigen Sohn Pierrot Vater und Mutter zugleich, da seine Frau Gabrielle ihn aus feministischen Gründen verlassen hat. Als er seinen Sohn aus dem Kindergarten abholen will, nachdem seine Firma den Betrieb aus Kostengründen für einen Monat eingestellt hat, trifft er dort auf Valerie, die sich liebevoll um den Kleinen kümmert. Beide sind sich sofort sympathisch und so willigt sie ein, mit Gérard auf seinem Motorrad mitzufahren. Für Gérard kommt es offenbar noch besser, denn Valerie schlägt einen gemeinsamen Urlaub mit ihrem Freund Michel aus, um bei ihm zu bleiben.
Nachdem beide das erste Mal miteinander geschlafen haben, träumt Gérard davon, bald wieder eine Familie zu haben. Als Valerie zu ihm gezogen ist, beobachtet er zunehmend argwöhnisch, dass die junge Frau immer wichtiger für seinen Sohn wird. Er hat Angst, dessen Liebe zu verlieren. Unfähig, seine und die Gefühle anderer richtig einzuordnen, begeht er viele Fehler, was der noch frischen Verbindung nicht gut tut. Zwischen ihm und Valerie kommt es immer häufiger zum Streit. Gérard legt oft eine große Rücksichtslosigkeit an den Tag, wird schon bei Kleinigkeiten aggressiv und vollführt im Schlafzimmer ein oft unerträgliches Imponiergehabe. Aber auch Valerie ist nicht ohne. Gegenseitige unerfüllte Erwartungen tun das ihrige. Gérard möchte so verzweifelt das Richtige tun, dass er sich dabei selbst immer wieder im Weg steht.
So kommt er schließlich zu der Überzeugung, dass mit ihm etwas nicht stimmen kann. Er vollführt einen verzweifelten Schritt, der eine Katastrophe hinterlässt, die seiner Sprachlosigkeit entspricht. Im sicheren Gefühl, generell von Frauen ausgegrenzt und auf seine Sexualität reduziert zu werden, beraubt sich Gérard, nachdem er reichlich Alkohol getrunken hat, mit einem Elektromesser seiner Männlichkeit.

## Produktion, Hintergrund
Produziert wurde der Film von Flaminia Produzioni Cinematografiche und Les Productions Jacques Roitfeld für Columbia Pictures. Die Dreharbeiten fanden in Paris statt.
Marco Ferreri hatte Romy Schneider eine Rolle in diesem Film angeboten mit dem Hinweis, dass Gérard Depardieu ihr Partner sein werde. Er konnte zu diesem Zeitpunkt noch kein fertiges Drehbuch vorweisen, was Schneiders Interesse ausschloss.

## Veröffentlichung
Premiere hatte der Film in Frankreich am 21. April 1976 und in Italien am 4. September 1976, nachdem er im August 1976 bereits auf den Internationalen Filmfestspielen von Venedig vorgestellt worden war. Im selben Jahr lief er außerdem in folgenden Ländern an: Finnland, Schweden, Dänemark, den Niederlanden, in den USA (New York), Belgien (Kortrijk), Spanien und Ungarn. Außerdem wurde er in folgenden Ländern veröffentlicht: Bulgarien, Brasilien, in der Tschechische Republik, in Griechenland, Polen und in Portugal.
In der Bundesrepublik Deutschland war er am 12. September 1976 unter dem Titel Die letzte Frau erstmals zu sehen. Der internationale Titel lautet: The Last Woman.

## Kritik
„Radikale Schilderung des Dilemmas eines Mannes zwischen seinem Selbstverständnis und den an ihn gestellten Rollenerwartungen. In seiner Aussage fragwürdig, mit schockierendem Schluß, doch im Problemansatz diskussionswert.“

Die Filmzeitschrift Cinema urteilte, es handele sich bei diesem „Erotikdrama“ um einen „Skandalfilm der 70er von Marco Ferreri“.
Die Fernsehzeitschrift prisma war der Ansicht, das Drama sei „eine ungeschminkte Fallstudie über die Grundbedingungen der menschlichen Existenz und über das desolate Verhältnis zwischen den Geschlechtern“. Weiter hieß es, dass das „umstrittene Werk“ wie alle Ferreri-Filme „sowohl wütend attackiert als auch mit höchstem Lob überschüttet“ worden sei.

## Synchronisation
Thomas Danneberg und Christian Rode sprachen in der deutschen Fassung für Depardieu resp. Piccoli.

## Auszeichnungen
- Nastro d’Argento 1977
  - Preis des Filmkritikerverbands für die Regie des besten italienischen Films (Migliore Soggetto) für Dante Matelli und Marco Ferreri
- Nominierungen:
  - Regista del Miglior Film für Marco Ferreri
  - Bestes Drehbuch (Migliore Sceneggiatura) für Dante Matelli und Marco Ferreri
  - Beste Hauptdarstellerin (Migliore Attrice Protagonista) für Ornella Muti
- National Society of Film Critics Award 1977
  - Zweiter Platz für Gérard Depardieu (zusammen mit William Holden für Network)
- Depardieu wurde 1977 für den César in der Kategorie „Bester Hauptdarsteller“ nominiert.